# PÜNCT
PÜNCT je abstraktní desková hra pro dva hráče z roku 2005, která je 6. hrou GIPF projektu. Autorem všech her projektu je Kris Burm z Belgie.
Hra má dvě verze pravidel: základní a standardní.

## Základní pravidla

### Herní komponenty
- Hrací deska tvaru šestiúhelníku o délce strany 9 políček (v rozích šestiúhelníku políčka nejsou). 19 políček v centrálním šestiúhelníku o délce strany 3 políčka je obarveno.
- V každé barvě (bílá a černá) 18 hracích kamenů o velikosti 3 políček desky. Mezi nimi je 6 rovných (3 políčka za sebou), 6 úhlových a 6 trojúhelníkových. Na každém kameni je jedno políčko obarvené, toto políčko se nazývá PÜNCT.
- Od každé barvy jeden PÜNCT žeton.

### Začátek hry
Hrací deska se položí mezi hráče. Každý hráč si vezme všechny kameny své barvy a PÜNCT žeton. Začíná bílý.

### Průběh tahu
Hráč má ve svém tahu dvě možnosti:
1. Položit kámen na desku:
  - Hráč položí na desku jeden ze svých kamenů tak, aby ležel všemi třemi body na prázdných polích.
  - První hráč v prvním tahu nesmí položit kámen na centrální šestiúhelník na desce. V dalších tazích na něj mohou oba hráči pokládat kameny bez omezení.
2. Přesunout svůj kámen, který již leží na desce:
  - Hráč přesune a otočí jeden svůj kámen, který již leží na desce, na libovolné jiné místo tak, aby ležel všemi třemi kolečky na polích a aby jeho PÜNCT ležel v přímé řadě políček od místa, kde ležel předtím.
  - Pro lepší přehled hráč může dočasně položit svůj PÜNCT žeton na místo, kde ležel PÜNCT přesouvaného kamene, a pak se rozhodnout, jak kámen přesune a otočí. Po tahu ho však musí odstranit. Žeton nemá jinou než tuto pomocnou funkci.
  - Je povoleno přesunout kámen na jiné kameny, které již leží na desce. V tom případě musí všechna tři kolečka ležet ve stejné výšce (tj. kámen bude stále ležet na desce vodorovně) a PÜNCT přesunovaného kamene musí ležet na kameni stejné barvy.
  - Přímý a úhlový kámen mohou vytvořit můstek nad ostatními kameny: krajní body kamene leží ve stejné výšce, ale pod prostředním bodem je méně kamenů (nebo žádný). Trojúhelníkový kámen nemůže vytvořit můstek.
  - Je zakázáno přesunout kámen, na němž leží jiný kámen (i kámen, který se nachází pod můstkem).

### Konec hry
Hra končí ve chvíli, kdy některý hráč vytvoří ze svých kamenů souvislou cestu mezi dvěma protilehlými okraji hrací desky. Na výšce umístění kamenů v této cestě nezáleží. Tento hráč je vítězem. Pokud oba hráči položili na desku všechny své kameny, ale žádný nevytvořil takovou cestu, hra končí remízou.

## Standardní verze
Standardní verze pravidel se od základní liší jen dvěma pravidly:
- Na centrální šestiúhelník nesmí žádný hráč položit nově pokládaný kámen. Je povoleno na něj jen přesouvat kameny, které jsou již na desce.
- Pokud jeden z hráčů, umístí na desku všechny své kameny a přitom nikdo nevytvořil cestu mezi protilehlými stranami, hra končí. Vítězem se pak stává hráč, kterému patří více políček v centrálním šestiúhelníku (políčko patří hráči, jehož kámen je na něm nejvýš). Mají-li oba stejně, hra končí remízou.